# Абу Бакр Лагату
Абу Бакр (Абубакар) I Лагату (Ліяту) (*д/н — 1382) — 30-й маї (володар) імперії Канем в 1381—1382 роках.

## Життєпис
Походив з династії Сейфуа. Син маї Дауд I. Після смерті брата Османа I 1379 року відсторонений від трону стриєчним братом Осман II. Втім разом з найближчими родичами почав проти нього війну. Водночас той вів війну проти народу білала.
1381 року після загибелі Османа II успадкував трон. Продовжив війну проти білала. Але через 9 місяців у місцині шефіярі зазнав поразки й загинув. Трон перейшов до його стриєчних братів Омара I і Дунами III.